# Elatostema acuminatissimum
Elatostema acuminatissimum är en nässelväxtart som beskrevs av Elmer Drew Merrill. Elatostema acuminatissimum ingår i släktet Elatostema och familjen nässelväxter. Inga underarter finns listade i Catalogue of Life.